# Grand Junction (Tennessee)
Grand Junction é uma cidade localizada no estado norte-americano de Tennessee, no Condado de Fayette e Condado de Hardeman.

## Demografia
Segundo o censo norte-americano de 2000, a sua população era de 301 habitantes.
Em 2006, foi estimada uma população de 313, um aumento de 12 (4.0%).

## Geografia
De acordo com o United States Census Bureau tem uma área de
3,1 km², dos quais 3,1 km² cobertos por terra e 0,0 km² cobertos por água. Grand Junction localiza-se a aproximadamente 170 m acima do nível do mar.

## Localidades na vizinhança
O diagrama seguinte representa as localidades num raio de 24 km ao redor de Grand Junction.